# Robert McClellan (Politiker, 1747)
Robert McClellan (* Januar 1747 im County Londonderry, Irland; † 8. Oktober 1817 in Albany, New York) war ein US-amerikanischer Händler und Politiker. Er war von 1798 bis 1803 Treasurer of State von New York.

## Werdegang
Robert McClellan, Sohn von Jane Henry und Michael McClellan, wurde während der Regierungszeit von König Georg II. im County Londonderry geboren. Die Familie McClellan wanderte während seiner Kindheit nach Neuengland aus. Sein Vater verstarb, als er etwa 10 Jahre alt war. Später nahm ihn sein älterer Bruder nach Albany (New York) mit, wo er ein Händler wurde. 1771 heiratete er dort Jane Williams (* 1750), Tochter von Cornelia Bogardus und John Williams. Das Paar bekam neun gemeinsame Kinder. Bei Ausbruch des Unabhängigkeitskrieges 1775 unterstützte er das Anliegen der Kolonisten finanziell. McClellan wurde 1776 Mitglied im Albany Committee of Correspondence. Er wurde dann 1780 in den Albany City Council gewählt, zuerst als Assistant und dann als Alderman. 1798 ernannte man ihn zum Treasurer of State von New York – ein Posten, den er bis zu seinem Rücktritt am 31. Januar 1803 innehatte, was nach der Entdeckung eines Fehlbetrages von etwa 33.000 US-Dollar geschah.